# Timorante
Timorante, é um distrito brasileiro que tem sua administração compartilhada com os municípios de Exu e Granito, no estado de Pernambuco. Denominado Timorante em 31 de dezembro de 1943 pelo decreto-lei estadual 952, é o segundo distrito do município e com exceção do distrito sede, é o maior e mais populoso distrito do município de Exu. Localizado na mesorregião do Sertão Pernambucano, na região do Araripe as margens da BR-122, anteriormente denominava-se de Baixio e teve sua administração compartilhada com o município de Bodocó. Faz parte do território exuense junto aos distritos de Tabocas, Viração, Zé Gomes, Rancharia e os povoados de São Felix e União São Bento.
Timorante é um dos maiores e mais importantes distritos da terra do Rei do Baião, com enormes variedades diversificadas. Tem como padroeiro, o Bom Jesus da Lapa, que anualmente é prestigiado com grandes festividades e shows ecomenicos.

## História
Conhecido pelo nome de Baixio ou Baxi, o povoado era assim conhecido, no início da década de 1940, por ser uma região de terras baixas e planas que eventualmente eram banhadas pelas águas vindas das evasões residuais dos açudes que, como era dito, sangravam e alagavam essas terras no inverno e após as estiagens, surgia uma terra fértil para o plantio agrícola. Por se encontrar no caminho das águas que vinha de cima das serras para encontrassem com as águas do Rio São Francisco.

### Doação das terras e a criação do distrito

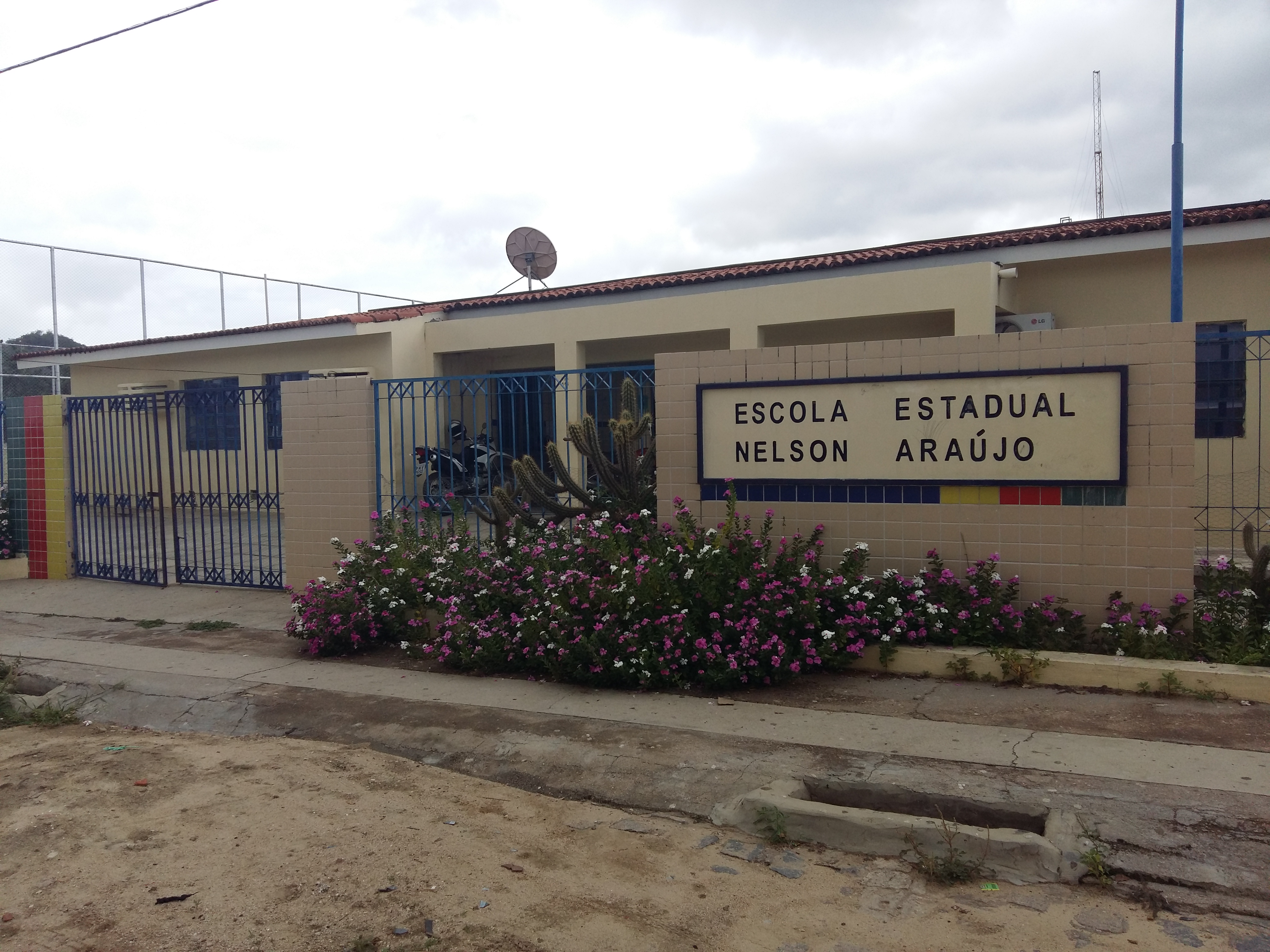
Escola Nelson Araújo em Timorante

Abrangendo o que é agora a BR-122, pelo qual corta boa parte do distrito, os primos Araújo, eram donos de grande parte de terrenos semiplanos e longe do caminho das águas que cortavam a região indo até o famoso Rio Brígida, localizado afrente do Museu do Gonzagão. Dispostos a ajudarem os aldeões que ali viviam, eles cederam parte de suas propriedades para que pudesse ser estabelecido o novo Baixio. Agora tendo um lugar melhor, o distrito pode começar a se desenvolver e a crescer. Com o passar dos anos, o distrito começou a chamar a atenção de povoados vizinhos, que começaram a investir economicamente com suas compras e vendas de diversos produtos como: feijão, milho, farinha, algodão e é claro, o comércio de gado de corte e criações de cabras, porcos e galinhas. Em 1943 com o decreto-lei estadual n° 952 de 31 de dezembro do mesmo ano, o distrito de Baixio passou a denominar-se Timorante. Em divisão territorial datada de 1 de julho de 1950, o distrito passou a formar o município de Exu, assim permanecendo em divisão territorial de 1955.

## Geografia

### Clima
O clima é semiárido e quente, frio no inverno e quente no verão, com grandes intervalos no período chuvoso, ou seja, suas estações de chuva são irregulares e demoram até a próxima estação. O índice pluviométrico é 865 mm anuais de água.
| Dados climatológicos para Timorante, Exu e região | Dados climatológicos para Timorante, Exu e região | Dados climatológicos para Timorante, Exu e região | Dados climatológicos para Timorante, Exu e região | Dados climatológicos para Timorante, Exu e região | Dados climatológicos para Timorante, Exu e região | Dados climatológicos para Timorante, Exu e região | Dados climatológicos para Timorante, Exu e região | Dados climatológicos para Timorante, Exu e região | Dados climatológicos para Timorante, Exu e região | Dados climatológicos para Timorante, Exu e região | Dados climatológicos para Timorante, Exu e região | Dados climatológicos para Timorante, Exu e região | Dados climatológicos para Timorante, Exu e região |
| Mês                                               | Jan                                               | Fev                                               | Mar                                               | Abr                                               | Mai                                               | Jun                                               | Jul                                               | Ago                                               | Set                                               | Out                                               | Nov                                               | Dez                                               | Ano                                               |
| ------------------------------------------------- | ------------------------------------------------- | ------------------------------------------------- | ------------------------------------------------- | ------------------------------------------------- | ------------------------------------------------- | ------------------------------------------------- | ------------------------------------------------- | ------------------------------------------------- | ------------------------------------------------- | ------------------------------------------------- | ------------------------------------------------- | ------------------------------------------------- | ------------------------------------------------- |
| Temperatura máxima média (°C)                     | 30,6                                              | 29,7                                              | 28,8                                              | 28,2                                              | 27,6                                              | 27,4                                              | 27,6                                              | 28,8                                              | 30,3                                              | 31,3                                              | 31,5                                              | 31,2                                              | 29,4                                              |
| Temperatura média (°C)                            | 25,4                                              | 24,9                                              | 24,3                                              | 23,9                                              | 23,2                                              | 22,5                                              | 22,3                                              | 23                                                | 24,3                                              | 25,2                                              | 25,6                                              | 25,6                                              | 24,2                                              |
| Temperatura mínima média (°C)                     | 20,2                                              | 20,1                                              | 19,9                                              | 19,6                                              | 18,8                                              | 17,7                                              | 17,1                                              | 17,3                                              | 18,3                                              | 19,2                                              | 19,8                                              | 20,1                                              | 19                                                |
| Precipitação (mm)                                 | 121                                               | 134                                               | 190                                               | 146                                               | 71                                                | 38                                                | 21                                                | 11                                                | 10                                                | 18                                                | 37                                                | 68                                                | 865                                               |
| Fonte: Climate Data.                              |                                                   |                                                   |                                                   |                                                   |                                                   |                                                   |                                                   |                                                   |                                                   |                                                   |                                                   |                                                   |                                                   |

### Meio ambiente e biodiversidade
Por compor o território exuense, Timorante abrange diferentes ecossistemas do Brasil, como a Chapada do Araripe, reconhecida como Patrimônio da Humanidade. A rica vida selvagem, constituem de grandes mamíferos como: onças, raposas, tamanduás, preguiças, gambás e tatus, como o tatupeba. Possui pequenos mamíferos como saguis e roedores como preás. Há uma diversidades de aves de rapina como: urubus, corujas, gaviões e carcarás ou Cara-cara, além de diversos tipos répteis.

## Demografia
A população timorantense, conforme censo realizado pelo Instituto Brasileiro de Geografia e Estatística (IBGE) em 2010, foi de 4 387 habitantes (25,2 habitantes por quilômetro quadrado), sendo a maior parte da população definida como urbana e a minoria, como rural (com parte delas vivendo em serras).

### Religiões
A Constituição prevê liberdade de religião, ou seja, proíbe qualquer tipo de intolerância religiosa e a Igreja e o Estado estão oficialmente separados, sendo o Brasil um país secular.
E como de costume e tradição, Timorante possui em sua maioria o Catolicismo. A Igreja Católica, por vezes chamada de Igreja Católica Romana, é a maior igreja cristã, com aproximadamente 1,3 bilhão de católicos batizados em todo o mundo no ano de 2017. As crenças cristãs do catolicismo são baseadas no Credo Niceno. A Igreja Católica ensina que é a Igreja única, santa, católica e apostólica fundada por Jesus Cristo em sua Grande Comissão, que seus bispos são os sucessores dos apóstolos de Cristo e que o papa é o sucessor de São Pedro, a quem o primado foi conferido por Jesus. Ela afirma que pratica a fé cristã original, reservando a infalibilidade, transmitida pela tradição sagrada. A Igreja Latina, as vinte e três igrejas católicas orientais e institutos, como ordens mendicantes, ordens monásticas fechadas e terceiras ordens, refletem uma variedade de ênfases teológicas e espirituais na igreja. Tendo como maior líder o santo papa, Papa Francisco.
Outras religiões como evangelica, e cristã, são exemplos de religiões populares na região. Todas, que culminam na pregação e disseminação da palavra de Deus, espalhando a bondade, amor, perdão, respeito, fé e a salvação dos virtuosos.

## Turismo

### Turismo religioso e a tradicional Festa do Padroeiro
Timorante festeja seu padroeiro Bom Jesus da Lapa, entre os dias 9 e 19 de agosto com uma grande programação que se inicia no dia 9 no inicio do dia com marcha instrumental, anunciando solenidade as comemorações do padroeiro. Depois é continuado com o famoso hasteamento da bandeira, com o mastro santo percorrendo pelas principais ruas da cidade até a igreja matriz.

## Cultura
Em Timorante, é realizadas diversas atividades culturais e populares na região. Dentre elas tem as comemorações da Festa do Vaqueiro, festividade que celebra e homenageia o vaqueiro pernambucano no cotidiano e no cuidado do gado bovino e um dos maiores São João da região, o São João do Gonzagão.
No aniversario do distrito, há desfile com a participação de alunos das escolas locais, que desfilam pelas ruas ao som de Banda marcial.